# Петрозаводск (станция)
Петрозаво́дск-Пассажи́рский (карел. Petroskoin raudatieazema, фин. Petroskoin rautatieasema) — железнодорожная станция Петрозаводского отделения Октябрьской железной дороги, находящаяся в городе Петрозаводске, столице Республики Карелия. К станции относятся вокзал и локомотивное депо.

## Пассажирская станция
Современный железнодорожный вокзал с семнадцатиметровым шпилем был открыт в марте 1955 года. Станция состоит из пяти путей. Имеются три пассажирских платформы: одна боковая и две островных. Выход на первую платформу осуществляется со второго этажа вокзала, а также по лестнице с привокзальной площади (площади Гагарина), на вторую — с первого этажа вокзала через пешеходный тоннель, на третью — через «северный переезд» с первой платформы. Отдельно стоящее здание кассового зала находится на первой платформе. Через станционные пути проходит пешеходный мост.
На станции установлен паровоз-памятник Эр−738-47 (построен в 1935 году), до 1987 года проработавший на Петрозаводском отделении, а в годы войны водивший поезда в блокадный Ленинград.
Реконструкция
«Федеральной целевой программой развития Карелии до 2020 года» предусмотрена реконструкция вокзального комплекса — модернизация здания вокзала, билетно-багажного центра, первой платформы, пешеходного тоннеля и обустройство двух досмотровых павильонов. Реконструкцию, начавшуюся в 2018 году, планировалось завершить в третьем квартале 2019 года, объём финансирования проекта реконструкции — около 800 миллионов рублей. Однако, все работы на объекте, сроки окончания которых неоднократно переносились, были завершены к концу 2020 года. В результаре реконструкции, при проведении которой особое внимание уделялось сохранению исторического облика вокзального комплекса, все функциональные зоны адаптированы для маломобильных пассажиров, вокзал оснащён оборудованием для слабослышащих посетителей, имеет специальные таблички и указатели для пассажиров с нарушениями зрения. Вместо демонтированного старого пешеходного моста 1959 года постройки установлен новый крытый мост со стеклянными фасадами и разделением на два независимых пассажиропотока, оборудованный пандусами и лифтами.

## Здание вокзала
Памятник архитектуры. Построен в 1953-55 годах по проекту архитектора В. П. Ципулина в традициях позднего неоклассицизма. Даёт композиционное начало проспекту Ленина, являющемуся главной функциональной осью центра города, и доминирует в ансамбле площади Гагарина. Здание представляет собой целостную симметрично-осевую композицию (длина корпуса 82 м). Расположено под углом по отношению к путям станции.
Размещение железнодорожного вокзала на перепаде рельефа при значительной разнице в уровнях привокзальной площади и перрона позволило уйти от недостатков, присущих анфиладному приёму планировки, разделить по уровням зону операционных помещений и зону ожидания. Ядро железнодорожного вокзала — двусветный зал, связанный на первом этаже с билетными кассами, служебными помещениями, тоннелем, ведущим к платформам; на втором этаже — с рестораном и залом ожидания. Перекрытие второго этажа опирается на архитрав колонн, располагающихся у ограждения балкона.
Главное в композиции — центральный трехэтажный объём с монументальным четырёхколонным заглубленным портиком. Круглый бельведер над ним завершён восьмигранной башенкой, увенчанной шпилем. Центральный ризалит представляет собой своеобразный портал — ворота города, а боковые ризалиты напоминают кордегардии — караульные помещения, характерные для оформления въездов в города эпохи классицизма 18-19 веков. Здание богато декорировано лепниной и имеет развитый коринфский ордер. В 1979 году близ вокзала построен багажно-кассовый центр (архитектор Э. В. Воскресенский), имеющий главный вход со стороны перрона.

## Пассажирское движение

### Перевозчики, направления и расписание
| Перевозчик                                        | Дистанция                               | Направления и расписание                                 |
| ------------------------------------------------- | --------------------------------------- | -------------------------------------------------------- |
| Федеральная пассажирская компания, РЖД/ДОСС       | Дальнее следование                      | Яндекс Архивная копия от 7 марта 2022 на Wayback Machine |
| Северо-Западная пригородная пассажирская компания | Межрегиональное и пригородное сообщение | Яндекс Архивная копия от 7 марта 2022 на Wayback Machine |

### Ускоренное движение
| Дистанция    | Дистанция | Дистанция                                  | Остановки | Протяжённость | Время в пути   | Перевозчик | Тип поезда      | Вагонов |
| ------------ | --------- | ------------------------------------------ | --- | ------------- | -------------- | ---------- | --------------- | ------- |
| Петрозаводск | ↔         | Санкт-Петербург Ладожский вокзал Ладожская | Свирь, Лодейное Поле, Волховстрой I | 402 км.       | 5 ч. 18/24мин. | ФПК        | ЭС1П «Ласточка» | 5/10    |
| Петрозаводск | ↔         | Псков                                      | Свирь, Лодейное Поле, Волховстрой II, Ирса, Чудово-Московское, Спасская Полисть, Подберезье, Великий Новгород, Батецкая, Луга I, Плюсса, Струги Красные | 642 км.       | 11ч. 07 мин.   | РЖД/ДОСС   | ЭС1П «Ласточка» | 5/10    |

## Грузовая станция
Грузовая станция имеет двадцать путей. Имеются ответвления к петрозаводской ТЭЦ и к локомотивному депо «Петрозаводск», а также — Промышленный парк (Промпарк) и парк ТЭЦ.

### Комментарии
1. ↑  От станции Луга до Пскова состав следует на тепловозной тяге[5][6].